# Sandra Destenave
Sandra Destenave (nacida como Sandra Irene Destenave Fernández, Chihuahua, México, 6 de noviembre de 1972) es una actriz, modelo y presentadora mexicana.

## Primeros años
Destenave nació el 6 de noviembre de 1972 en Chihuahua, México . En 1995 se convirtió en Miss Coahuila y quedó en segundo lugar en el concurso nacional. En la Ciudad de México se desempeñó durante varios años como modelo para la agencia Contempo, protagonizando varias campañas publicitarias.
En 1995 se licenció en psicología por la Universidad Autónoma de La Laguna .  Estudió cine, Teatro y Drama en el Instituto Lumière y posteriormente ingresó al Centro de Educación Artística (CEA) de Televisa.

## Filmografía
| Telenovelas, Series, Películas, TV Show | Telenovelas, Series, Películas, TV Show | Telenovelas, Series, Películas, TV Show | Telenovelas, Series, Películas, TV Show | Telenovelas, Series, Películas, TV Show |
| Año                                     | Título                                  | Rol                                     | Notas                                   |                                         |
| --------------------------------------- | --------------------------------------- | --------------------------------------- | --------------------------------------- | --------------------------------------- |
| 2000-05                                 | Mujer, casos de la vida real            |                                         | Unitario; varios episodios              |                                         |
| 2001                                    | Amigas y rivales                        |                                         |                                         |                                         |
| 2002                                    | Espacio 2002                            | Ella misma de conductora                | TV show                                 |                                         |
| 2002-03                                 | Clase 406                               |                                         |                                         |                                         |
| 2002-03                                 | Las Vías del Amor                       | Mireya                                  | Participación especial                  |                                         |
| 2003                                    | Espacio 2003                            | Ella misma conductora                   | TV show                                 |                                         |
| 2003                                    | Niña Amada Mía                          |                                         |                                         |                                         |
| 2003                                    | Amy, la niña de la mochila azul         | Graciela                                | Rol estelar                             |                                         |
| 2004                                    | Amarte es mi Pecado                     |                                         |                                         |                                         |
| 2004                                    | Espacio 2004                            | Herself/hostess                         | TV show                                 |                                         |
| 2004                                    | XH Gente                                | Herself/hostess                         | TV show                                 |                                         |
| 2004                                    | Promesa básica                          |                                         | Película                                |                                         |
| 2005                                    | Partes usadas                           |                                         | Película                                |                                         |
| 2005                                    | De volada                               | Herself/hostess                         | TV show                                 |                                         |
| 2006                                    | Decisiones                              |                                         | Serie de televisión                     |                                         |
| 2006                                    | Marina                                  | Adriana de Alarcón                      | Antagonista                             |                                         |
| 2006                                    | Cinco minutos de espera                 |                                         | Cortometraje                            |                                         |
| 2007                                    | Luna roja                               |                                         | Cortometraje                            |                                         |
| 2007                                    | A partir de ti                          |                                         | Filme                                   |                                         |
| 2008                                    | Bajo amenaza: 42 km de angustia         |                                         | Filme                                   |                                         |
| 2008                                    | Vivir sin ti                            | América                                 | Rol de reparto                          |                                         |
| 2008-09                                 | Lo que la gente cuenta                  |                                         | Serie de televisión                     |                                         |
| 2008-09                                 | Secretos del alma                       | Cecilia de Alcazár                      | Antagonista                             |                                         |
| 2010                                    | A cada quien su santo                   |                                         | TV series                               |                                         |
| 2010                                    | Ella y el candidato                     |                                         | Filme                                   |                                         |
| 2010-11                                 | Aurora                                  | Natalia Suárez                          | Rol de reparto                          |                                         |
| 2011                                    | Emperatriz                              | Marlene Martínez de León                | Rol de reparto                          |                                         |
| 2012                                    | Relaciones peligrosas                   | Carmen de Blanco                        | Rol de reparto                          |                                         |
| 2012-13                                 | El rostro de la venganza                | Nun Luisa / Marcia Rey                  | Participación especial                  |                                         |
| 2013                                    | 11-11: En mi cuadra nada cuadra         | Patricia                                | Participación especial                  |                                         |
| 2013-14                                 | Marido en alquiler                      | Esther Salas de Palmer                  | Rol de reparto                          |                                         |
| 2015-2016                               | ¿Quién es quién?                        | Fabiola Carbajal                        | Antagonista                             |                                         |
| 2017                                    | Muy padres                              | Silvia Juárez de Villagrana             | Rol estelar                             |                                         |
| 2023                                    | Juego de mentiras                       | Valeria Guerra                          | Participación especial                  |                                         |